# Eritrocit

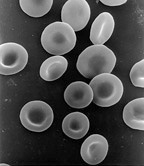
Eritrocite umane

Eritrocitul (din limba greacă erytros + kytos), cu denumirile alternative de hematie sau globulă roșie, este o celulă a sângelui specializată în transportul gazelor respiratorii sanguine. Este de culoare roșie datorită pigmentului respirator din componența sa, numit hemoglobină. Aceasta are rolul de a fixa oxigenul molecular provenit din respirația pulmonară pentru a-l transporta la țesuturile organismului, respectiv dioxidul de carbon provenit din respirația tisulară pentru a-l transporta la plămâni. Formarea eritrocitelor (eritropoieză) are loc prin acțiunea peptidei eritropoietină.
Biologul olandez Jan Swammerdam a fost primul care a descris relativ amănunțit globulele roșii în 1658, utilizând un microscop.

## Eritrocitele vertebratelor

### Eritrocitele mamiferelor
Numărul de hematii din sânge la animale se exprimă în milioane/mm3, iar valorile sale normale variază în funcție de specie: 5,5-9,5 mil./mm3 la cabaline; 5-10 mil./mm3 la bovine; 8-16 mil./mm3 la ovine; 5,5-8,5 mil./mm3 la câine.(după Constantin N., 1999)
Eritrocitele la mamifere sunt unice printre vertebrate, deoarece acestea se transformă în celule anucleate atunci când devin mature. Acestea au nuclee în timpul fazelor timpurii ale eritropoiezei, dar le pierd pe parcursul dezvoltării pentru a oferi mai mult spațiu hemoglobinei. La mamifere, eritrocitele pierd toate celelalte organite celulare, cum ar fi mitocondriile, aparatele Golgi și reticulul endoplasmatic. Deoarece nu au mitocondrii, eritrocitele nu utilizează oxigenul transportat; în schimb acestea produc ATP din glucoză prin glicoliză. Mai mult, celulele roșii din sânge nu au receptori de insulină și asimilarea glucozei nu este controlată de insulină. Din cauza lipsei de nuclee și organite, celulele roșii din sânge nu conțin ADN și nu pot sintetiza nici ARN, deci neputând a se divide și având capacitatea de recuperare limitată. Pot fi dezagregate prin acțiunea ultrasunetelor.